# Человек-паук
Челове́к-пау́к (англ. Spider-Man), настоящее имя Пи́тер Бе́нджамин Па́ркер (англ. Peter Benjamin Parker) — супергерой, появляющийся в комиксах издательства Marvel Comics, созданный Стэном Ли и Стивом Дитко. С момента своего первого появления на страницах комикса Amazing Fantasy № 15 (рус. Удивительная фантазия, август 1962) он стал одним из самых популярных супергероев. Ли и Дитко задумывали персонажа как подростка-сироту, воспитанного дядей и тётей, совмещающего жизнь обычного студента и борца с преступностью. Человек-паук получил суперсилу, увеличенную ловкость, «паучье чутьё», а также способность держаться на отвесных поверхностях и выпускать паутину из рук с использованием прибора собственного изобретения.
До появления Человека-паука в 1960-х подростки в комиксах о супергероях обычно были всего лишь их помощниками. Комиксы о Человеке-пауке разбили эти стереотипы, представив героем одинокого подростка, отвергаемого многими сверстниками, у которого не было опытного наставника, как Стив Роджерс у Баки или Бэтмен у Робина. После смерти своего дяди Бена ему пришлось самостоятельно узнавать, что «с большой силой приходит и большая ответственность» (англ. With great power there must also come great responsibility).
Marvel выпустила множество серий комиксов о Человеке-пауке. Самая первая из них — The Amazing Spider-Man (рус. Удивительный Человек-паук), выход которой продолжается до сих пор. За годы своего существования Питер Паркер был то робким учеником средней школы, то проблемным студентом колледжа, то женатым учителем, то главой мультимиллиардной компании, а также членом нескольких команд супергероев, таких как Мстители, Новые Мстители, Фантастическая четвёрка. Наиболее характерным образом Питера Паркера вне жизни Человека-паука является образ независимого фотографа, который использовался в комиксах на протяжении многих лет.
Человек-паук является одним из самых популярных и коммерчески успешных супергероев. С увеличением своей популярности Человек-паук вышел за пределы комиксов, стал появляться на телевидении, в видеоиграх и кинофильмах. В разное время его играли актёры Тоби Магуайр (трилогия Сэма Рэйми), Эндрю Гарфилд (дилогия Марка Уэбба), Том Холланд («Первый мститель: Противостояние» и последующие фильмы в рамках кинематографической вселенной Marvel). Рив Карни предстал в роли Питера Паркера в бродвейском мюзикле 2010 года «Человек-паук: Погасить темноту» (англ. Spider-Man: Turn Off the Dark).

## История публикаций

### Создание

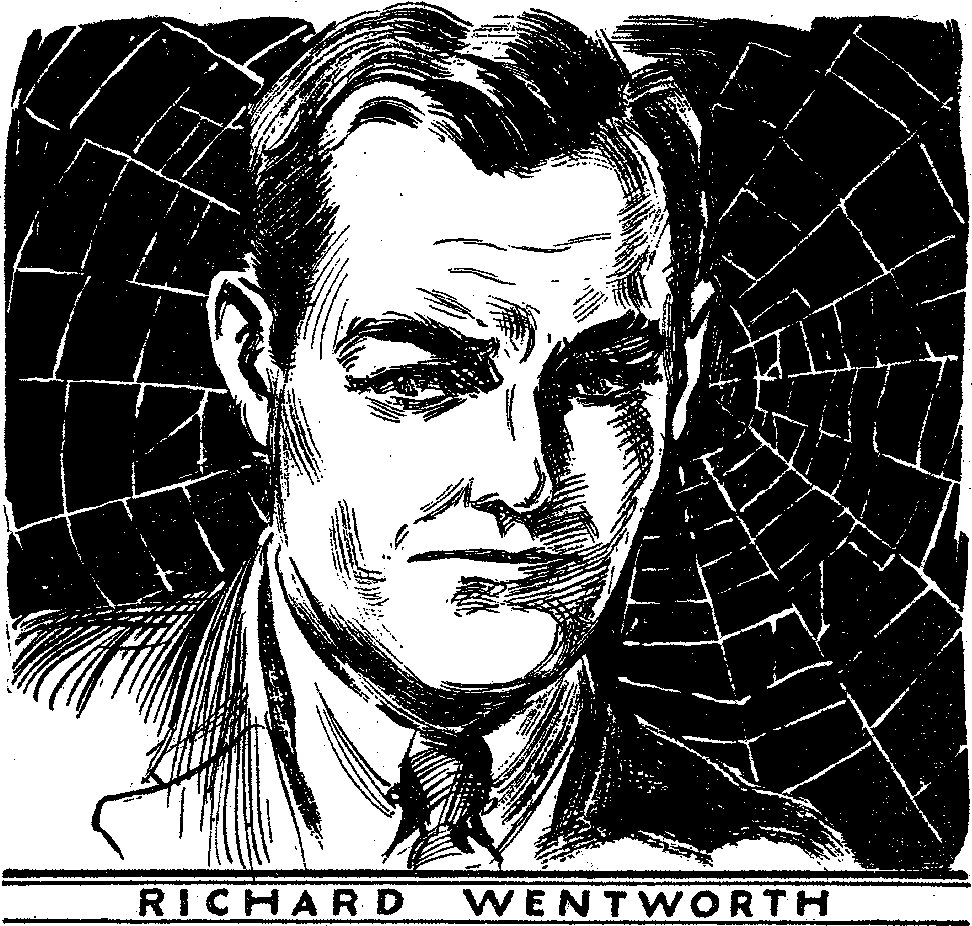
Ричард Уэнтворт по прозвищу «Паук» из pulp-журнала The Spider. Стэн Ли называл персонажа источником вдохновения при создании Человека-паука

В 1962 году, после успеха Фантастической четвёрки и других супергероев, редактор и сценарист Marvel Comics Стэн Ли обдумывал идею создания нового персонажа. По его словам, идея Человека-паука возникла на волне всплеска популярности комиксов среди подростков, и у него возникло желание создать персонажа, который тоже был бы подростком. В своей автобиографии Ли привёл в качестве источника вдохновения персонажа одного журнала по прозвищу «Паук», который не был супергероем, но боролся с преступностью, и признался, что основным толчком для появления самого героя стало наблюдение за мухой, карабкающейся по стене, — Ли даже упомянул, что рассказывал эту историю так часто, что уже и не помнит, правда ли это. Художник Стив Дитко в 1990 году в своей статье рассказал более прозаичную историю: 
Во время разговора со мной о Человеке-пауке Стэн сказал, что ему нравится имя Человек-ястреб, но у DC уже был такой герой. Marvel как раз представили Человека-муравья и Осу, так что имя нового героя могло подпадать под категорию насекомых (хотя, разумеется, пауки не насекомые). Я думаю, что Стэн придумал имя именно тогда.
Ли пришёл к Мартину Гудману, редактору Marvel, чтобы получить одобрение персонажа. В интервью 1986 года он рассказал о подробностях обсуждения и о сомнениях Гудмана в успехе персонажа[1a], несмотря на которые он позволил Ли испытать героя в будущем выпуске Amazing Fantasy № 15 (август 1962).
В интервью 1982 года Джек Кёрби заявил, что Ли практически не участвовал в создании персонажа и что Человек-паук был порождён Кёрби и Джо Саймоном, которые в 1950 году предлагали компании Crestwood включить в комикс Black Magic их персонажа по имени Серебряный паук, но этот издатель вскоре обанкротился[1b]. Однако Саймон оспорил причастность Кёрби к Человеку-пауку в автобиографии, утверждая, что Black Magic не имел отношения к созданию и что он (Саймон) придумал имя «Человек-паук» (которое позже изменили на «Серебряного паука»), пока Кёрби обрисовывал историю и способности персонажа.

Обложка Amazing Fantasy (август 1962). Первое появление Человека-паука.
Художники: Джек Кёрби и Стив Дитко

Историк комиксов Грег Трекстон писал, что Ли после получения одобрения от Гудмана связался с Кёрби. Кёрби предложил Ли идею его Серебряного паука/Человека-паука 1950 года, где обычный парень находит в паутине кольцо, которое придаёт ему суперспособности. Ли понравилась идея, и он предложил Кёрби нарисовать несколько страниц. Стив Дитко тогда занимался их покраской[1c]. Когда Кёрби показал Ли готовый материал из шести страниц, вспоминает последний, «Я возненавидел того героя. Не то, чтобы всё было плохо, — просто это был не тот герой, которого я хотел; он был слишком героическим». Саймон позже написал, что Ли хотел получить «худого и молодого парня со сверхспособностями, а получил Капитана Америку, умеющего стрелять паутиной»[1d].

Ли привлёк к работе Дитко, работа которого ему понравилась, хотя позже он заменил обложку, сделанную Дитко, на ту, что нарисовал Кёрби. Дитко сказал: 
Страницы Человека-паука, который Стэн мне показал, практически вообще не изображали главного героя в костюме. На самом деле он был изображён только на обложке и в конце, где он прыгает на тебя с пистолетом, стреляющим паутиной... В общем, действие первых пяти страниц проходило дома и рассказывало о том, как парень нашёл кольцо, чтобы стать Человеком-пауком.

Дитко также рассказал: 
Первое, что я сделал, — это начал работать над костюмом. Важнейшей частью супергероя. Но я столкнулся с кучей дизайнерских проблем. Для примера: из-за способности карабкаться по поверхностям у него не должно было быть тяжёлой обуви, можно спрятать механизм для запуска паутины или оставить в кобуре и т. п. ... Я не был уверен, понравится ли Стэну идея скрыть лицо героя под маской, но я всё же сделал это, чтобы спрятать слишком юное лицо. Кроме того это нагоняло таинственности на героя....
Дитко однажды рассказал о своём вкладе в героя Гари Мартину в Comic Fan №2 (лето 1965): «Стэн Ли придумал имя и концепцию. Я сделал костюм, пускатель паутины на запястье и эмблему паука». Также художник Эрик Стэнтон в одном интервью сказал, что, хоть его вклад в комикс был почти нулевой, он всё же предложил несколько идей, но большую часть работы сделал Дитко.

### Коммерческий успех и серии комиксов
Через несколько месяцев после первого появления Человека-паука в Amazing Fantasy №15 в августе 1962 года издатель Мартин Гудман увидел, сколько заработал этот комикс, и понял, что он стал одним из самых успешных комиксов, выпущенных Marvel Comics. Первый выпуск отдельной серии The Amazing Spider-Man №1 вышел в марте 1963 года, и вскоре серия стала самой прибыльной серией Marvel, а главный герой — притчей во языцех. В 1965 году журналом Esquire был устроен опрос, по результатам которого выяснилось, что студенты ставят Человека-паука и его коллегу Халка в один ряд с такими культурными символами как Боб Дилан и Че Гевара. Один читатель сказал, что ему нравится Человек-паук, потому что «у него бывают несчастья, проблемы с деньгами, и он сталкивается с житейскими проблемами. Короче, он один из нас».
В начале 1970-х комиксы о Человеке-пауке также изменили сами законы о содержании комиксов, в частности, запрет на любое упоминание о наркотиках, даже негативное, посредством введения системы цензуры Comics Code Authority. Тем не менее, в 1970 году департамент здравоохранения, социального обеспечения и образования при администрации президента Ричарда Никсона попросил Стэна Ли устроить рекламу против наркотиков в одном из популярных комиксов Marvel. Ли выбрал The Amazing Spider-Man; выпуски №96—98 (май — июль 1971) были посвящены негативному влиянию наркотиков: Гарри Озборн, друг Паркера, начинает принимать наркотики и становится настолько больным, что Человек-паук в очередной битве победил Зелёного гоблина Нормана Озборна, отца Гарри, просто показав ему его сына. Несмотря на то, что сюжет имел чётко обозначенную антинаркотическую направленность, он не был согласован с органами Comics Code Authority и был запрещён к печати. Marvel опубликовала три выпуска, несмотря на запрет ассоциации, и продажи были так высоки, что это дискредитировало некоторые аспекты политики Comics Code, которые впоследствии были пересмотрены.
Выпуск Amazing Fantasy №15 считается «Святым Граалем» Серебряного века комиксов. Оригинальная копия этого выпуска, качество которой было оценено специальной компанией CGC в 9,6 баллов из 10, была продана за $1,1 млн неизвестному коллекционеру 7 марта 2011 года, что сделало его одним из самых дорогих комиксов, проданных за всю историю, и самым дорогим комиксом Серебряного века. В выпуске 2008 года The Official Overstreet Comic Book Price Guide №38 опубликовал 21 наиболее популярный комикс Серебряного века среди коллекционеров, в котором лидирует Amazing Fantasy №15.
Спустя год после успешного дебюта, в марте 1963 года, Человек-паук получил собственную серию комиксов под названием The Amazing Spider-Man (рус. Удивительный Человек-паук), которая продолжается до сих пор. После №38, вышедшего в июле 1966 года, место Стива Дитко на посту иллюстратора занял Джон Ромита-старший и занимал его следующие несколько лет. Ромита запустил The Spectacular Spider-Man (рус. Впечатляющий Человек-паук) — журнал, ориентированный на более взрослых читателей, однако после двух номеров выпуск журнала прекратился. Несмотря на это, его принято считать первым спин-оффом о Человеке-пауке, помимо ежегодника основной серии, выпущенного в 1964 году.

Обложка The Amazing Spider-Man № 96 (май 1971), первого выпуска, посвящённого теме вреда наркотиков. Художник: Гил Кейн

В 1972 году была запущена вторая постоянная ежемесячная серия о Человеке-пауке — Marvel Team-Up (рус. Марвел Команда), где Человек-паук работал в паре с другими супергероями и злодеями. В 1976 году была снова запущена Peter Parker, The Spectacular Spider-Man, которая стала второй одиночной серией Человека-паука. Третья серия комиксов Web of Spider-Man (рус. Паутина Человека-паука) стартовала в 1985 году, заменив Marvel Team-Up. Запуск четвёртой ежемесячной серии — Peter Parker: Spider-Man (рус. Питер Паркер: Человек-паук) — произошёл в 1990 году. Её автором стал популярный художник Тодд Макфарлейн, а дебютный выпуск вышел сразу с несколькими вариантами обложки. В общей сложности, после запуска новых серий в 1970—1980-х годах, было продано около 3 миллионов экземпляров всех серий. Самым успешным периодом стали 1992—1993 года — было продано более миллиона выпусков The Amazing Spider-Man, а в среднем число продаж за всё время варьируется от 120 до 300 тысяч копий в год. По данным компании Diamond Comic Distributors, самым продаваемым комиксом 2000-х годов стал выпуск The Amazing Spider-Man №583 —530 500 копий. Обычно параллельно выходили только две серии; было выпущено несколько ограниченных мини-серий, одиночных и дополнительных выпусков, а также Человек-паук часто появлялся в других сериях комиксов, например, о Фантастической четвёрке.
Оригинальная серия The Amazing Spider-Man продолжалась вплоть до ноября 1998 года, когда вышел последний 441-й выпуск. Писатель и художник Джон Бирн выпустил ограниченную серию комиксов из 13 выпусков, где изменил детали биографии Человека-паука: Spider-Man: Chapter One (рус. Человек-паук: Глава первая) (декабрь 1998 — октябрь 1999), в которую входит дополнительный выпуск №0; некоторые выпуски выходили дважды в месяц. В то же время была перезапущена оригинальная The Amazing Spider-Man Том 2 №1 (январь 1999). Серия продолжалась вплоть до №59, после чего Marvel вернула оригинальную нумерацию, начиная с №500 в январе 2003 года.
На 2007 год Человек-паук регулярно появлялся в The Amazing Spider-Man, New Avengers (рус. Новые Мстители), The Sensational Spider-Man (рус. Сенсационный Человек-паук), Friendly Neighborhood Spider-Man (рус. Дружелюбный сосед Человек-паук), Spider-Man Family (рус. Семья Человека-паука) и различных мини-сериях и альтернативных вселенных Marvel, как, например, Spider-Man Loves Mary Jane (рус. Человек-паук любит Мэри Джейн), Marvel Adventures Spider-Man (рус. Приключения Marvel: Человек-паук) и Marvel Adventures: The Avengers (рус. Приключения Marvel: Мстители), а на 2011 год принимал участие в следующих сериях: The Amazing Spider-Man, The Avengers (рус. Мстители), New Avengers и FF (сокращение от англ. Future Foundation, рус. Фонд будущего), которая дебютировала в июне 2011 года, а также Marvel Adventures Spider-Man, которая изменила название на Spider-Man: Marvel Adventures (рус. Человек-паук: Приключения Marvel). В ноябре 2011-го стартовала ещё одна серия — Avenging Spider-Man (рус. Мстительный Человек-паук), сценаристом которой стал Зебб Уэллс.
Когда основная серия The Amazing Spider-Man стала насчитывать уже 545 выпусков (декабрь 2007), Marvel приняла решение выпускать серию три раза в месяц, начав с выпусков №546—549 в январе 2008 года. Серия выходила трижды в месяц вплоть до ноября 2010 года, когда комикс увеличили с 22 страниц до 30 в каждом выпуске, и серия стала публиковаться дважды в месяц начиная с №648—649 в январе 2011 года, а также сменила сценариста, которым стал Дэн Слотт.
В декабре 2012 года серия The Amazing Spider-Man была завершена на выпуске #700, последней сюжетной аркой стала Dying Wish. Серия была заменена на The Superior Spider-Man, первый номер которой был выпущен в январе 2013 года. В июне 2013 года Avenging Spider-Man была прекращена на 22-м выпуске. Её заменила Superior Spider-Man Team-Up, первый выпуск которой вышел в июле 2013 года.
В апреле 2014 года серия The Superior Spider-Man была завершена на выпуске #31. Вместо неё в апреле был запущен новый том серии The Amazing Spider-Man с Питером Паркером в роли Человека-Паука и новой нумерацией. Сценаристом также выступил Дэн Слотт, а одним из основных художников стал Умберто Рамос. Серия была закончена на 18 номере, в июне 2015 года её заменила мини-серия The Amazing Spider-Man: Renew Your Vows, состоящая из пяти выпусков и являющаяся частью глобального события Secret Wars (рус. Тайные войны). После неё в октябре 2015 года вновь была перезапущена The Amazing Spider-Man, сценаристом которой остался Дэн Слотт.

## Биография
По оригинальной версии, Питер Паркер представлялся как одарённый в науке подросток-сирота, который живёт со своими дядей и тётей в Форест-Хилс, Куинс, Нью-Йорк. Питер — отличник, из-за чего подвергается насмешкам сверстников, зовущих его «книжным червём». В выпуске Amazing Fantasy №15 во время научной выставки его случайно кусает радиоактивный паук. Благодаря этому он получает «паучьи» сверхспособности — такие как, например, суперсилу, способность передвигаться по стенам и феноменальную прыгучесть. Пользуясь своими научными знаниями, Питер сконструировал устройство, которое крепится к его запястьям и позволяет «выстреливать» паутиной. Питер берёт псевдоним Человек-паук, надевает костюм и скрывает от всех своё настоящее лицо. Как Человек-паук он становится известной телезвездой. Однажды на студии он упускает шанс остановить вора, который, скрываясь от полицейского, пробежал мимо. Тогда Питер решил, что это «забота полиции, а не звезды». Спустя несколько недель его дядя Бен ограблен и убит и разгневанный Человек-паук отправляется на поиски убийцы, которым оказывается тот самый вор, которого он отказался остановить. Осознав, что «большая сила влечёт за собой большую ответственность», Человек-паук решает лично начать бороться с преступностью.
После смерти дяди, чтобы прокормить себя и свою тётю Мэй, он начинает зарабатывать деньги, за что подвергается всяческим нападкам со стороны одноклассников, а особенно Флэша Томпсона, школьной звезды футбола. Питер получает работу фотографа в издательстве газеты Daily Bugle и продаёт снимки главному редактору Джоне Джеймсону, который постоянно очерняет Человека-паука на страницах издания. Вскоре Паркер понимает, что совмещать личную жизнь и войну с преступностью очень сложно, и даже пытается оставить карьеру героя. После окончания старшей школы Питер поступает в Государственный университет (вымышленное учебное заведение, аналогичное реальным Колумбийскому и Нью-Йоркскому университетам), где знакомится с Гарри Озборном — своим соседом по комнате, который впоследствии стал его лучшим другом. Там же он встречает Гвен Стейси, которая становится его девушкой. В период учёбы в университете тётя Мэй знакомит его с Мэри Джейн Уотсон. Когда Питер пытается помочь Гарри в его проблемах с наркотиками, ему становится известно, что отец Гарри, Норман, — злодей Зелёный гоблин. Узнав об этом, Питер даже предпринял попытку оставить костюм супергероя на некоторое время. Во время схватки Человека-паука с Доктором Осьминогом случайно погибает детектив Джордж Стейси, отец Гвен. По ходу своих приключений Паук завёл множество друзей и знакомых в сообществе супергероев, которые часто приходили к нему на помощь в ситуациях, с которыми он не мог справиться один.
В сюжете The Night Gwen Stacy Died (рус. Ночь, когда умерла Гвен Стейси) в выпусках The Amazing Spider-Man №121—122, Человек-паук случайно убивает Гвен Стейси, пытаясь спасти её после того, как Зелёный гоблин сбросил её либо с Бруклинского моста, что можно понять по изображению, либо с Моста Джорджа Вашингтона, что указано в тексте. Человек-паук слишком поздно успевает зацепить Гвен паутиной и, подняв её, понимает, что она мертва. В выпуске №121 предполагается, что Гвен погибла из-за резкой остановки на высокой скорости во время падения. Питер винил себя в смерти Гвен и в следующем номере вступил в схватку с Зелёным гоблином, который случайно убил сам себя.
Справившись с душевной травмой, Питер в итоге начинает проявлять чувства к Мэри Джейн Уотсон, которая стала ему больше чем другом. Питер заканчивает колледж в №185; в №194 (июль 1979 года) он встречает кокетливую Фелицию Харди, известную как Чёрная кошка, а в №196 (сентябрь 1979 года) знакомится с застенчивой девушкой Деброй Уитман.

Обложка The Amazing Spider-Man № 252 (май 1984). Дебют Человека-паука в костюме-симбиоте, который позже станет Веномом.

С 1984 по 1988 годы Человек-паук носил костюм, отличающийся от классического оригинала. Чёрный с белыми вставками вариант впервые появляется в The Amazing Spider-Man №252 (май 1984), а его история рассказывается в ограниченной серии комиксов Secret Wars (рус. Тайные войны), где на другой планете Человек-паук участвует вместе с остальными героями Земли в битве против суперзлодеев. Новый вариант костюма сопровождался полемикой среди поклонников комиксов, которые считали, что такая радикальная смена классического костюма равносильна кощунству, так как костюм — главная отличительная черта Человека-паука, как Бэтмена или Супермена. Позже создатели ввели объяснение: новый костюм был симбиотом, от которого Человек-паук смог освободиться после событий Тайных войн. Позже тот же симбиот возвращается в качестве Венома с намерением отомстить.
«Я всё испортил, Стрейндж. Это была единственная вещь, которую я пообещал себе никогда не делать. Я подставил свою семью под прицел, и неважно, сколько раз я обдумывал это в своей голове, я продолжаю возвращаться к одному и тому же. Мне нужно, чтобы мир забыл о том, что я — Человек-паук».
Паркер делает предложение Мэри Джейн в The Amazing Spider-Man №290 (июль 1987) и через два номера она соглашается. Подробности свадьбы описаны в сюжете Wedding! (рус. Свадьба!) в ежегоднике Amazing Spider-Man Annual №21 (1987). Дэвид Мишлайн позже, в 2007 году, сказал, что изначально вместо бракосочетания Питера и Мэри Джейн автором Гленом Гринбергом был придуман другой сюжет, который был отклонён, и в итоге был издан сценарий Джима Шутера о свадьбе, получивший отрицательные отзывы критиков. В «Саге о клонах» выясняется, что Бен Рейли (Алый паук, клон Питера Паркера, созданный профессором Майлзом Уорреном, преподававшим в колледже Питера) является настоящим Питером, а тот Питер, который считался настоящим, есть клон. По сюжету Питер решает отказаться от личности Человека-паука на какое-то время. В Spider-Man №75 (декабрь 1996) Рейли погибает, после чего становится ясным, что всё это время клоном был он. Вернувшийся Зелёный гоблин также подтверждает это, и Питер снова надевает костюм супергероя.
В спецвыпусках, опубликованных в 2004—2005 годах, он развивает в себе дополнительные паучьи способности, включая физиологическую возможность стрелять паутиной без специальных приборов, ядовитые жала, которые выдвигаются из предплечий, улучшенное ночное видение, повышенный уровень силы и ловкости. Человек-паук становится членом команды Новых Мстителей и по ходу развития сюжета Гражданской войны раскрывает миру свою личность Питера Паркера, увеличивая свои и без того многочисленные проблемы. Питер принимает сторону супергероев, восставших против закона о Регистрации. В сюжете One More Day (рус. Ещё один день) Паркер вступает в соглашение с демоном Мефисто. В обмен на восстановление статус-кво его личности и воскрешение тёти Мэй все воспоминания о браке Питера и Мэри Джейн стёрты. Это вызывает изменения во временном потоке, такие, как воскрешение Гарри Озборна и возвращение Паука к механическим приборам для выпускания паутины. В The Amazing Spider-Man №647 (декабрь 2010) Питер начинает встречаться с офицером полиции Карли Купер, а со следующего выпуска становится одним из научных сотрудников исследовательской лаборатории Horizon Labs, что даёт ему возможность создавать для себя новые улучшенные костюмы. На некоторое время он теряет паучье чутьё. Принимает участие в кроссовере «Паучий Остров». После смерти Джонни Шторма Человек-паук, согласно последней воле умершего, занял его место в Фантастической четвёрке, которая изменила своё название на Фонд Будущего (англ. Future Foundation).
В сюжетной арке Dying Wish умирающему Доктору Осьминогу удаётся поменяться с Питером Паркером телами. В результате Питер Паркер умирает в теле Доктора Осьминога, а сам Осьминог, пережив все воспоминания Питера, становится новым Человеком-пауком. Он создаёт для себя новый усовершенствованный костюм и даёт себе имя — Превосходный Человек-паук. Позднее, Питер, воспользовавшись оставшимися в его теле воспоминаниями, снова берёт контроль над своим телом, и Доктор Осьминог стирает себя из мозга Питера. Человек-паук надевает свой старый сине-красный костюм.

### Личность
«Люди часто говорят, что Marvel удалось смешать историю о супергерое и мыльную оперу. Ли и Дитко на самом деле сделали из серии The Amazing Spider-Man новелизированную хронику жизни главного героя. У большинства супергеров были проблемы не более сложные, чем победить нескольких парней в этом месяце, и не имеющие отношения к читателю. Питеру приходится сталкиваться с гораздо более серьёзными проблемами в его жизни: мириться со смертью близкого человека, переживать первую любовь, изо всех сил зарабатывать себе на жизнь и терпеть муки совести».
Как отметил журналист Кемптон Салли, главные проблемы Питера Паркера — выраженный комплекс неполноценности и страх перед женщинами. Он антиобщественный, невезучий молодой человек, разрываемый чувством эдиповой вины. Выбрав судьбу супергероя, он пытается помогать всем, но несмотря на это, не пользуется доверием полиции, которая так и не может определиться, кто же такой Человек-паук — бдительный герой или умный преступник.
Мнение историка Бретфорда Райта:
Положение Человека-паука таково, что он неверно понят общественностью и подвергается преследованию с её стороны. В первом номере The Amazing Spider-Man Джей Джона Джеймсон, издатель  Daily Bugle, настраивает редакцию против Человека-паука, в котором видит угрозу. В результате негативной информации на страницах издания подозрения о таинственном Человеке-пауке только усугубляются. В конце концов, плохая пресса добивается того, что власти объявляют его вне закона, и, как ни странно, сам Питер получает работу фотографа в  Daily Bugle.
В 1960-х издательства выпускали истории, отражающие напряжённость того времени, и Marvel не стало исключением. На страницах комиксов появлялись темы холодной войны, коммунизма. Райт отмечает:
От старшей школы до поступления в колледж Человек-паук оставался супергероем, имеющим непосредственное отношение к миру подростков. Примечательно, что именно в его сериях начали появляться самые первые ссылки на политику молодых людей. В 1968 году на волне студенческих демонстраций, которые в реальности прошли в Колумбийском университете, Человек-паук сталкивается с подобным в университете Стейт-Билдинг в своих комиксах. Питер совмещает естественную симпатию к студентам со своими обязательствами по борьбе с беззаконием в качестве Человека-паука. Будучи законопослушным, он отстаивает либеральную политику, но оказывается зажат между боевыми „левыми“ и сердитыми консерваторами.

## Второстепенные персонажи
Человек-паук задумывался как обычный человек, обладающий невероятными способностями, и поэтому комиксы часто изображают его повседневную жизнь, друзей, семью и любовные отношения. После смерти родителей он был воспитан дядей Беном, который заменил ему отца, и тётей Мэй. После смерти Бена Мэй стала фактически единственным родственником Питера. Они очень близки, и Питер всегда старается помогать ей.
Во время работы в газете Daily Bugle Питер познакомился с Джей Джона Джеймсоном — вспыльчивым главным редактором, жёстким критиком Человека-паука, старающимся всячески очернить его на страницах своего издания, хотя фактически Джеймсон считается положительным персонажем и союзником как Питера Паркера, так и Человека-паука. Ныне является мэром Нью-Йорка вселенной Marvel. В редакции Питер подружился с Джозефом «Робби» Робертсоном — одним из редакторов газеты, успокаивающе влияющим на Джеймсона и впоследствии ставшим близким другом Питера.
Юджин «Флэш» Томпсон обычно изображается как ученик старшей школы, хулиган и задира. Издевался над Питером, когда ему пришлось начать зарабатывать деньги для семьи, но в некоторых выпусках он показан как его друг. Чаще всего лучшим другом Питера был Гарри Озборн, сын состоятельного бизнесмена Нормана Озборна. В некоторых выпусках Гарри был противником Человека-паука, став вторым Зелёным гоблином.
Первым романтическим увлечением Питера Паркера стала девушка-гимнастка Лиз Аллан, с которой он расстался в старшей школе. Во время работы в Daily Bugle он познакомился с Бетти Брант — секретарём Джеймсона, которая вскоре влюбилась в Питера, и у них было одно свидание. После неудачи с Бетти Питер влюбляется в свою однокурсницу Гвен Стейси, дочь детектива Департамента полиции Нью-Йорка Джорджа Стейси, но их убивают злодеи Зелёный гоблин и Доктор Осьминог. В конечном счёте лучшим другом Питера, а впоследствии и его женой стала Мэри Джейн Уотсон, о чём ныне не помнит — воспоминания о любви и свадьбе с Питером стёрты после событий в One More Day (рус. Ещё один день). Из девушек в окружении Питера Паркера была ещё одна — Чёрная кошка (Фелиция Харди) — исправившаяся воровка, иногда напарница Человека-паука, в которую он однажды влюбляется.

### Враги
В сериях о Человеке-пауке фигурируют одни из самых известных вымышленных злодеев в американских комиксах. Как и сам Человек-паук, большинство из них получили способности в результате несчастного случая, аварии, ошибочного использования научных технологий или после экспериментов с животными, образы которых отражены в тематике их костюма (например, Ящер, который ввёл себе ДНК ящерицы). В первых выпусках Человек-паук столкнулся с такими суперзлодеями как Хамелеон (введён в The Amazing Spider-Man № 1, март 1963), Стервятник (№ 2, май 1963), Доктор Осьминог (№ 3, июль 1963), Песочный человек (№ 4, сентябрь 1963), Ящер (№ 6, ноябрь 1963), Электро (№ 9, февраль 1964), Мистерио (№ 13, июнь 1964), Зелёный гоблин (№ 14, июль 1964), Крейвен-охотник (№ 15, август 1964), Скорпион (№ 20, январь 1964), Принцесса Питон (№ 22, март 1965), Носорог (№ 41, октябрь 1966) (первый злодей, созданный Стэном Ли совместно с Джоном Ромитой-старшим), Шокер (№ 46, март 1967) и криминальный босс крупного телосложения Уилсон Фиск, известный также как Кингпин № 50, июль 1967). В сюжете Сага о клонах один из второстепенных персонажей по имени Майлз Уоррен превратился в злодея Шакала — одного из антагонистов сюжетной линии. В 122 номере Норман Озборн (Зелёный гоблин) был убит Человеком-пауком. В № 238 его заменил злодей по имени Хобгоблин до того, как персонаж Нормана был пересмотрен и возвращён в сюжет. После того, как Человек-паук появился в чёрном костюме, был введён ещё один новый злодей — Эдди Брок, также известный как Веном (№ 299—300, май 1988), который иногда был союзником Человека-паука в схватках с симбиотом по имени Карнаж. Время от времени злодеи собираются в группы вроде Зловещей шестёрки (основана Доктором Осьминогом), чтобы одолеть Человека-паука. Его главными врагами считаются Доктор Осьминог, Зелёный Гоблин и Веном. Кроме отрицательных персонажей отдельных серий о Человеке-пауке, он неоднократно сталкивался с другими злодеями, которые изначально фигурировали в других сериях комиксов Marvel, например о Фантастической четвёрке, когда Человек-паук был в составе команды.

## Другие версии
В связи с тем, что комиксы о Человеке-пауке в рамках вселенной Marvel продаются вполне успешно, издатели приняли решение ввести несколько параллельных серий, в которых частично изменяются привычный вид персонажа и окружающая обстановка в рамках так называемой Мультивселенной Marvel — множества параллельных альтернативных миров, находящихся в одном физическом пространстве, но разделённых межпространственным барьером. Примерами таких альтернативных версий являются серии Ultimate Spider-Man, Spider-Man 2099, Spider-Man: Reign. Marvel Comics также были выпущены несколько пародий на Человека-паука, к примеру, серия Not Brand Echh, которая вышла в конце 1960-х годов и включала в себя таких персонажей как Питер Пупер (англ. Peter Pooper) под псевдонимом Человек-паучок (англ. Spidey-man), и антропоморфная свинья Питер Поркер (англ. Peter Porker) под псевдонимом Свин-Паук (англ. Spider-Ham), которая появилась в 1980-х.
Кроме версий классических комиксов, Человек-паук появился как персонаж манги Spider-Man: The Manga авторства японского художника Рёити Икэгами. Мангака Хидэси Хино сообщил, что в своей работе над главным персонажем The Bug Boy вдохновлялся образом Человека-паука.

## Способности и экипировка

### Сверхспособности
Питер Паркер был укушен радиоактивным пауком, в результате чего получил сверхспособности за счёт мутагенных ферментов в яде паука, приобретённых им после облучения. В оригинальных историях под авторством Ли и Дитко Человек-паук умеет подниматься по отвесным стенам, обладает сверхчеловеческой силой, шестым чувством («паучье чутьё»), которое предупреждает его об опасности, а также отличным чувством равновесия, невероятной скоростью и ловкостью. В сюжете The Other (рус. Другой) он получает дополнительные паучьи способности: токсичные жала на его предплечьях, способность прикреплять кого-либо на свою спину, улучшенное чутьё и ночное видение, а также возможность выпускать органическую паутину без использования каких-либо приспособлений, что отличается от ранних версий, в которых он пользовался специальными пускателями. При нажатии пальцами на центр ладони, он открывает поры на запястьях и выпускает паутину, которая по силе превосходит искусственную.
По мнению биологов телеканала History Channel, в реальности укуса радиоактивного паука (если таковые имеются) недостаточно для возникновения генной мутации в организме человека. Замена радиоактивного паука на генно-модифицированного в полнометражном фильме 2002 года «Человек-паук» и в Ultimate-версии комиксов, по их мнению, выглядит более правдоподобно. Вместо радиоактивного токсина в организм Питера попал мощный ретровирус (по аналогии с ВИЧ), который интегрируется в хромосомную ДНК человека.
Метаболические процессы Человека-паука в несколько раз ускорены. Скелет, ткани, мышцы и нервная система сильнее, чем у обычного человека, что сделало его очень гибким и выносливым. Чтобы полностью использовать все свои способности, он создал свой собственный стиль боя, используя, к примеру, окружающие предметы, цепляя их паутиной или отвлекая врага хитростью и снижая его бдительность. Он одновременно использует все свои возможности — «паучье чутьё», скорость, акробатические и гимнастические навыки, а также ум и интеллект, что, несмотря на недостаток постоянных тренировок, сделало его одним из самых опытных героев во вселенной Marvel. Он работал практически со всеми командами супергероев и благодаря опыту побеждает врагов, во многом превосходящих его в силах и способностях. Пример тому — поражение Титании во время событий Тайных войн, а также Повелителя Огня, одного из вестников Галактуса.

### Паутина
В ранних версиях Человек-паук выпускал паутину специальными веб-шутерами. Впоследствии (в событии «Человек-паук: Другой») он получил способность выпускать органическую паутину без использования каких-либо приспособлений. При нажатии пальцами на центр ладони он открывает поры на запястьях и выпускает паутину, которая по силе превосходит искусственную. Через определённое время данная способность была им утрачена, и он вновь вернулся к веб-шутерам, какими и пользуется до сих пор.

### Костюмы и снаряжение
Несмотря на ограниченные финансовые средства, Человек-паук использует специальное оборудование. Способность стрелять паутиной — одна из отличительных черт персонажа. Первоначально у него не было физиологических изменений, позволяющих выпускать паутину, и он пользовался приборами собственного изобретения, закреплёнными на запястьях. На ладонях находился спусковой механизм, который срабатывал при сжатии руки в кулак. Впоследствии они были несколько раз улучшены, в частности, увеличена скорость выпуска паутины, точность и технологические характеристики. Позже, пользуясь своими навыками в прикладных науках, Питер разработал синтетический клей-полимер, сходный по свойствам с паутиной, и пользовался им в комплекте с пускателями. Прочность на разрыв создаваемой «паутины» эквивалентна 120 фунтам (54 кг) на квадратный миллиметр сечения и сравнима с прочностью нейлона, а также настолько крепка, чтобы связать и удержать Халка. Недостаток изобретения в том, что через некоторое время нити разрушаются, теряют силу и в результате испаряются.
Костюмы Человека-паука за всю историю его существования менялись множество раз, но самыми примечательными являются пять из них — традиционный красно-синий, чёрно-белый костюм-симбиот во время событий Тайных войн (позже он не раз надевал этот костюм, но уже из обычной ткани), алый костюм Бена Райлли, чёрно-красный костюм Отто Октавиуса и технологически продвинутый костюм-броня, разработанный Тони Старком.

### Знания и навыки
До укуса паука и обретения сверхспособностей Питер Паркер уже обладал знаниями в области инженерии, физики, химии, биологии и передовых технологий, которые позволили ему самостоятельно создать синтетическую паутину, пускатели и другие изобретения, такие как Паукомобиль (англ. Spider-Mobile) совместно с Джонни Штормом и специальные датчики, позволяющие отслеживать местонахождение людей. Изначально, персонаж задумывался создателями как чрезвычайно одарённый подросток, но не гений, хотя в последующих историях Паркер обладает гениальным интеллектом, что ставит его в один ряд с таким героями, как Брюс Бэннер, Железный человек, Мистер Фантастик и Хэнк Пим, который в одном из выпусков отметил, что Питер Паркер, возможно, значительно умнее его, так как Хэнку потребовались годы на то, чтобы создать свой телепатический шлем, а Питер уже в пятнадцать создал несколько серьёзных изобретений.
Питер владеет навыками фотографии и работал фотографом во время обучения в школе, колледже, а также будучи более взрослым. В качестве внештатного сотрудника Daily Bugle он продавал снимки Человека-паука главному редактору Джей Джона Джеймсону, а также брал любые предложенные ему варианты работы, такие как съёмка мероприятий, куда обычной прессе доступ ограничен или запрещён. Частично из-за скупости главного редактора, который не брал Питера на постоянную работу, заработать много денег ему не удавалось, и он опубликовал книгу своих фотографий и выиграл Пулитцеровскую премию за снимок Часового, но позже это было стёрто из его памяти. После раскрытия личности во время Гражданской войны был обвинён в мошенничестве за продажу собственных снимков. В настоящее время Питер не использует камеру из-за дискредитации в качестве фотографа в сюжетной линии The Gauntlet.

## Культурное влияние
Редактор и историк комиксов Пол Куппреберг, анализируя персонаж Человека-паука, не видит «ничего оригинального в его способностях». По его мнению, главная отличительная черта Человека-паука состоит в том, что в обычной жизни он был обычным студентом, не пользовавшимся особой популярностью, что отличает его от типичных супергероев комиксов. Куппреберг отмечает, что Ли и Дитко создали что-то новое в мире комиксов, «супергероя с повседневными проблемами», и эта идея дала старт комикс-революции. 
В нестабильный период Marvel Comics в начале 1960-х годов такие комиксы как Человек-паук, Халк, Люди Икс открыли новый тип супергероев, очень отличающихся от всемогущих героев, которые были до них, и отношение общественности к ним в этот период изменилось. <…> Человек-паук стал одним из самых узнаваемых вымышленных персонажей в мире, он появлялся в виде игрушек, на кружках, конфетах, мыле и многом другом.
Человек-паук стал своеобразным «флагманом» Marvel и часто используется как талисман компании. Когда Marvel стала первой комикс-компанией, выставившей свои акции на Нью-Йоркской фондовой бирже в 1991 году, издание The Wall Street Journal опубликовало заголовок «Человек-паук выходит на Уолл-стрит». Мероприятия по этому случаю проводились актёром, одетым в костюм Человека-паука, совместно со Стэном Ли. С 1962 года сотни миллионов комиксов с изображением Человека-паука были проданы по всему миру.
Человек-паук присоединился к параду Macy's по случаю Дня благодарения в 1987 году и до 1998 года ежегодно появлялся в виде огромной надувной фигуры. Её дизайн был разработан Джоном Ромитой-старшим, который также занимался иллюстрированием комиксов о Человеке-пауке. Новый вариант надувной фигуры появился в 2009 году.
В 1981 году Дэн Гудвин, активист движения билдеринг — восхождения на небоскрёбы по стенам и окнам, одетый в костюм Человека-паука, поднялся на 110-этажный небоскрёб Уиллис-тауэр в Чикаго, Иллинойс, 56-этажный Ренессанс-тауэр в Далласе, Техас, и 100-этажный Центр Джона Хэнкока в Чикаго.
Когда Marvel хотела выпустить сюжет о террористических актах 11 сентября 2001 года сразу же после произошедшего, она выбрала для этого выпуск The Amazing Spider-Man за декабрь 2001 года. В 2006 году Человек-паук широко освещался в СМИ и даже получил подробный разворот в New York Post в связи с событиями сюжета Гражданская война, где Человек-паук снимает маску и показывает всему миру, что он Питер Паркер. В 2008 году Marvel объявила о планах выпустить серию образовательных комиксов в партнёрстве с Организацией Объединённых Наций, где Человек-паук совместно с ООН выполняет миротворческие миссии.
Издание BusinessWeek причислило Человека-паука к числу десяти самых умных персонажей американских комиксов. Журнал Empire поставил его на 5-е место в списке «50 лучших персонажей комиксов», Fandomania.com — на 5-е место в собственном списке «100 величайших вымышленных персонажей всех времён», а в мае 2011 года сайт IGN отдал ему 3-е место в списке «100 лучших героев комиксов всех времён». В 2008 году анонимный источник передал Библиотеке Конгресса 24 страницы оригинальных рисунков Стива Дитко из выпуска Amazing Fantasy № 15, включая дебют Человека-паука и другие сюжеты этого выпуска: «The Bell-Ringer», «Man in the Mummy Case» и «There Are Martians Among Us».

## Вне комиксов
Комиксы о Человеке-пауке были адаптированы для кино, телевидения, мультипликации, переиздавались в виде графических новелл, романов, книг для детей, а сам персонаж появлялся в десятках различных форматов, начиная детскими книгами-раскрасками и заканчивая коллекционными карточками.

### Телевидение
В первой телеадаптации Человек-паук стал главным персонажем анимационного сериала «Человек-паук», который транслировался телеканалом ABC в 1967—1970 годах. Далее, в 1978—1979 годах, последовал игровой телесериал «Удивительный Человек-паук», где роль Питера Паркера исполнил Николас Хаммонд, и синдицированный мультсериала «Человек-паук» (1981). Также в 1978—1979 годах выходил игровой японский телесериал «Человек-паук» с главным героем Такуя Ямасиро, основанном на Человеке-пауке.
Позже о Человеке-пауке вышел ряд мультсериалов:
- «Человек-паук и его удивительные друзья» (1981—1983),
- «Человек-паук» (1994—1998)
- «Непобедимый Человек-паук» (1999—2001)
- «Человек-паук» (2003)
- «Новые приключения Человека-Паука» (2008—2009)
- Анимационный сериал «Совершенный Человек-паук» вышел в 2012 году на телеканале Disney XD и основан на одноимённой параллельной вселенной комиксов о Человеке-пауке[112]. Токусацу-версия сериала с Человеком-пауком была подготовлена компанией Toei и показана на японском телевидении[113].
- «Человек-паук» (2017—2020)
- «Паучок и его удивительные друзья» (с 2021)

В 2024 году состоится премьера мультсериала «Ваш дружелюбный сосед Человек-паук».
Кроме отдельных мультсериалов персонаж появлялся в качестве гостя в некоторых эпизодах других телесериалов по мотивам вселенной Marvel, таких как «Женщина-паук» (, 1979—1980, эпизоды «Pyramids of Terror» and «The Kongo Spider»), «Люди Икс» (1992—1997, эпизод «Phoenix Saga (Part 5): Child of Light»), «Фантастическая четвёрка: Величайшие герои мира» (2006—2007, эпизод «Frightful»), «Мстители: Величайшие герои Земли» (2010—2012, эпизоды «Along Came a Spider…», «New Avengers» и «Avengers Assemble!»), «Мстители, общий сбор!» (2013—2019, эпизоды «The Serpent of Doom», «Hulk’s Day Out» и «The Dark Avengers»), «Халк и агенты У.Д.А.Р.» (2013—2015, эпизоды «The Venom Within», «Enter, the Maestro» и «Spirit of Vengeance»), «Стражи Галактики» (2015—2019, эпизоды «Back in the New York Groove» и «Drive My Carnage»), «Что, если…?» (с 2021, эпизод «What If… Zombies?!») и Люди Икс ’97 (с 2024, эпизоды «Tolerance is Extinction. Part 1» и «Tolerance is Extinction. Part 3»).

### Кино

#### В XX веке
Первое появление Человек-паука в кинематографе приходится на 1973 год. В неофициальном турецком фильме «3 Dev Adam» он появился в качестве злодея, противостоящего Капитану Америке и Санто.
Также в 1978 году вышел японский короткометражный фильм «Человек-паук» на основе одноимённого телесериала с главным героем Такуя Ямасиро, основанном на Человеке-пауке.
В 1985 году продюсеры Cannon Films Менахем Голан и Йорам Глобус заключили за 225 000 долларов и проценты от будущих сборов с Marvel Comics пятилетний опцион на съёмку среднебюджетного фильма ужасов про Человека-паука. Проект сменил несколько сценаристов — Лесли Стивенса, Теда Ньюсома и Джона Бранкато, Барни Коэна — и режиссёров — Тоуба Хупера, Джозефа Зито, Альберта Пьюна, но в 1988 году студия обанкротилась. Голан основал компанию 21st Century Film Corporation и на Каннском кинофестивале 1989 года объявил о начале съёмок фильма в сентябре. Сценарий переписывали Фрэнк Лалоджиа и Нил Руттенберг, режиссёром фильма значился Стивен Херек. В 1992 году студия Carolco заключила сделку с Голаном на постановку фильма, а Джеймс Кэмерон в 1993 году написал предварительный сценарий. Однако банкротство Carolco и судебные тяжбы между Sony, MGM и Marvel, длившиеся до 1999 года, поставили крест на проекте.
В 1993 году вышел низкобюджетный фан-фильм «Последняя битва Зелёного гоблина», основанный на сюжетной арке The Night Gwen Stacy Died, где погибает Гвен Стейси, а в 2002 году вышел и был показан на нескольких кинофестивалях документальный фильм, рассказывающий о съёмках картины.

#### Серия Сэма Рейми

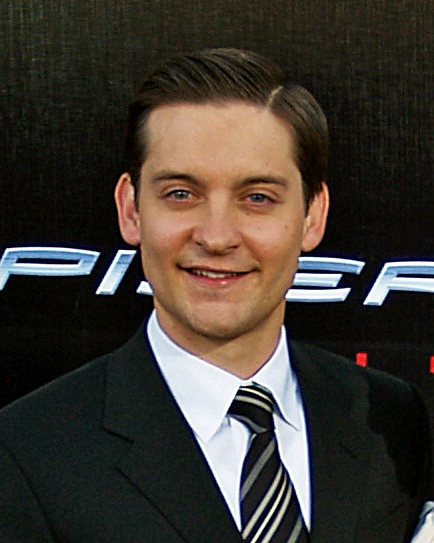
Тоби Магуайр сыграл Человека-паука в первой трилогии фильмов: «Человек-паук», «Человек-паук 2» и «Человек-паук 3: Враг в отражении».

Сэм Рэйми стал режиссёром трилогии художественных фильмов, где роль Человека-паука исполнил Тоби Магуайр. Фильмы были сняты кинокомпанией Sony Pictures Entertainment, которой по итогам споров конца 1990-х годов достались права на Человека-паука в кино.
Первый фильм, «Человек-паук», был выпущен 3 мая 2002 года, первый сиквел, «Человек-паук 2», — 30 июня 2004 года, а релиз заключительной части трилогии, «Человек-паук 3: Враг в отражении», состоялся 4 мая 2007 года. Продолжение первоначально было намечено на 2011 год, но позже Sony отказалась от этой идеи, и было решено «перезапустить» франшизу, сменив режиссёра и актёров.

#### Серия Марка Уэбба

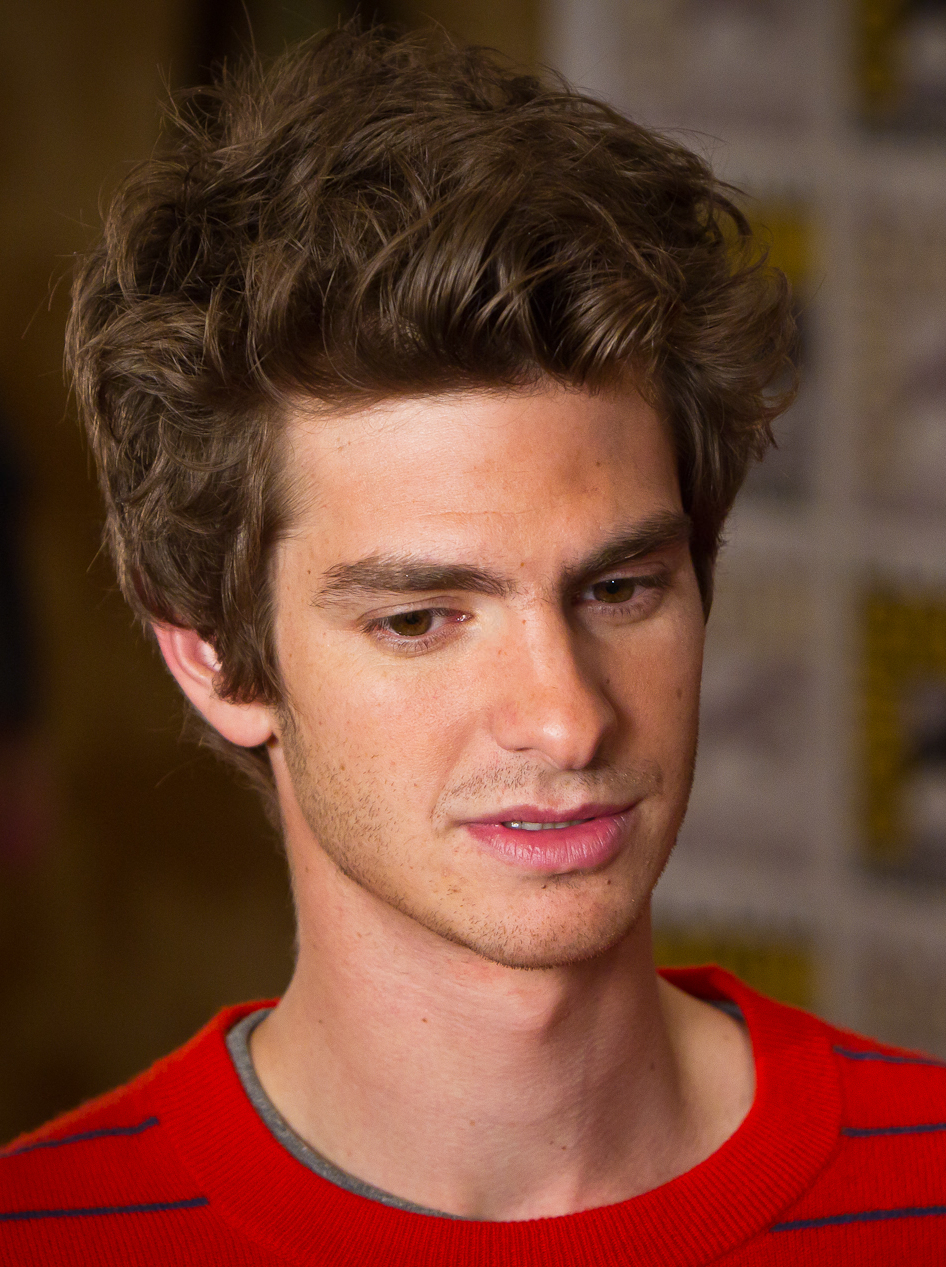
Эндрю Гарфилд исполнил роль Человека-паука в фильмах «Новый Человек-паук» и «Новый Человек-паук: Высокое напряжение».

Фильм «Новый Человек-паук» (в оригинале — «Удивительный Человек-паук»), премьера которого состоялась 3 июля 2012 года, должен был дать начало новой тетралогии фильмов. Режиссёром фильма стал Марк Уэбб, а главную роль Питера Паркера исполнил Эндрю Гарфилд. Фактически же вышел лишь один сиквел, «Новый Человек-паук: Высокое напряжение» 2014 года.

#### Кинематографическая вселенная Marvel

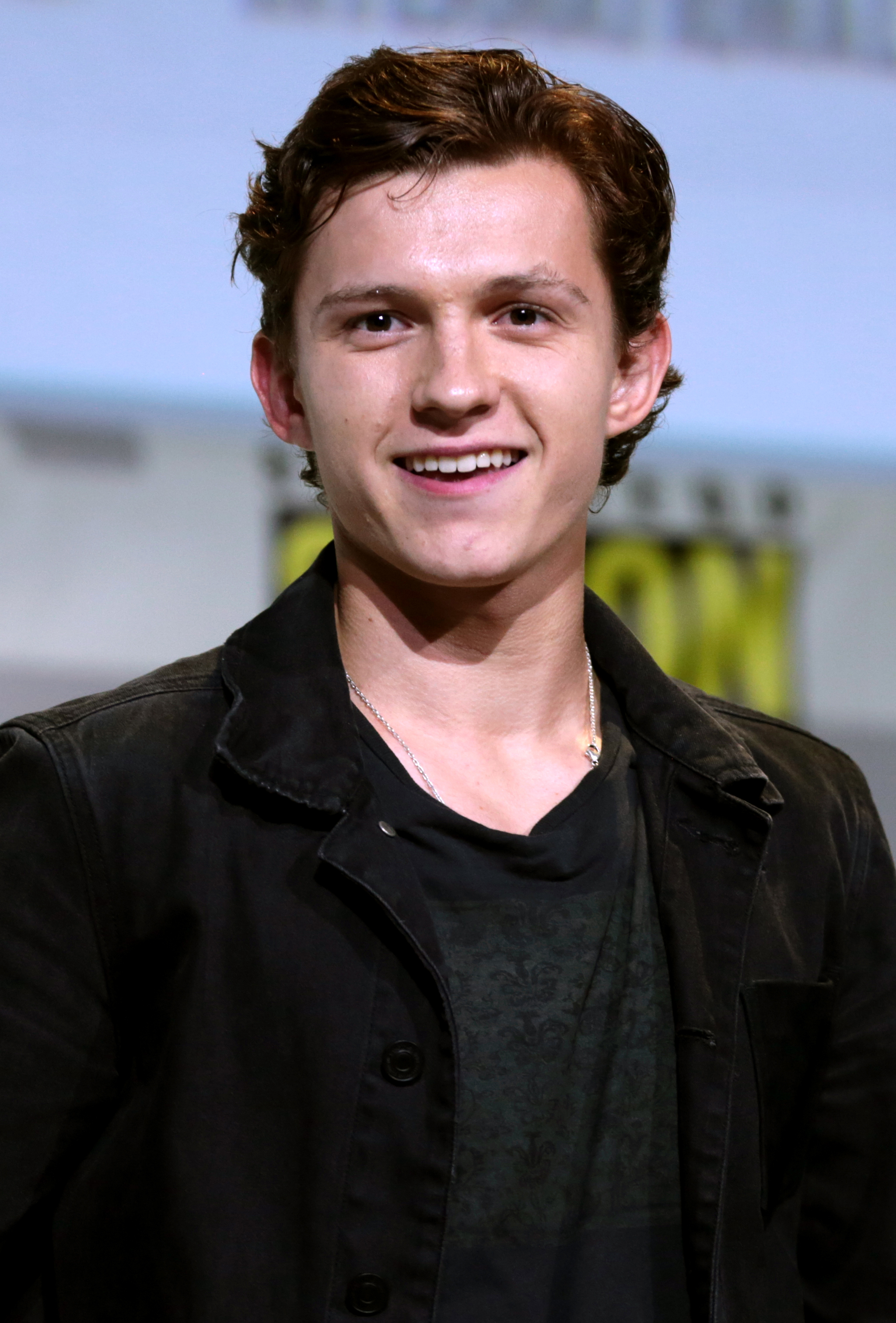
Том Холланд исполняет роль Человека-паука в фильмах киновселенной Marvel.

В 2015 году стало известно, что Marvel Studios договорились с Sony об использовании персонажа в кино, и Человек-паук будет включён в Кинематографическую вселенную Marvel в исполнении нового актёра и с обновлённой историей. Роль Человека-паука в КВМ исполнил британский актёр Том Холланд. Впервые он появился в фильме 2016 года «Первый мститель: Противостояние», а уже в 2017 году вышел его сольный фильм «Человек-паук: Возвращение домой». Затем Человек-паук появился в фильмах братьев Руссо «Мстители: Война Бесконечности» и «Мстители: Финал». Фильм 2019 года «Человек-паук: Вдали от дома» закрывает третью фазу киновселенной Marvel. Фильм 2021 года «Человек-паук: Нет пути домой» стал завершающим в трилогии о Человеке-пауке в киновселенной Marvel.

#### «Человек-паук: Через вселенные»
Анимационный фильм 2018 года «Человек-паук: Через вселенные» показывает встречу альтернативных версий Человека-паука. Он заслужил высокие оценки критиков и зрителей, в особенности за стиль и качество анимации, и многочисленные награды.
В 2023 году вышел сиквел — «Человек-паук: Паутина вселенных». Запланировано продолжение под названием «Человек-паук: За пределами вселенных».

#### Вселенная Человека-паука от Sony
- В фильме «Веном 2», когда Эдди Брок перемещается в реальность киновселенной Marvel, он видит репортаж Daily Buigle о личности Питера Паркера как Человека-паука. Сюжет сцены был продолжен в фильме киновселенной Marvel «Человек-паук: Нет пути домой», где Брок хочет отправиться в Нью-Йорк и встретиться с Человеком-пауком, но возвращается в свою вселенную.
- Впервые Питер Паркер данной вселенной был показан в фильме «Мадам Паутина» в виде новорождённого ребёнка Мэри Паркер[129].

### Театр
В бродвейском мюзикле 2010 года «Человек-паук: Погасить темноту» роль Питера Паркера исполнил американский актёр и певец Рив Карни. Предварительный показ мюзикла состоялся 14 ноября 2010 года в театре Foxwoods на Бродвее, а официальная премьера состоялась 14 июня 2011 года. Музыка и тексты были написаны Боно и Эджем из группы U2, а разработкой фабулы занимались Джули Теймор, Глен Бергер и Роберто Агирре-Сакасса. «Человек-паук: Погасить темноту» на данный момент является самым дорогим мюзиклом Бродвея — его бюджет составляет порядка $70 млн.

### Видеоигры и другие форматы
Человек-паук появился в нескольких десятках видеоигр, первая из которых вышла ещё в 1978 году и была разработана для 8-разрядных домашних компьютеров. Впоследствии он появлялся как главный или второстепенный персонаж в компьютерных и видеоиграх на более чем 15 платформах. Кроме видеоигр, были выпущены десятки серий фигурок, игрушек, памятных вещей и предметов коллекционирования с изображением Человека-паука; комиксы о нём были адаптированы в качестве графических новелл, романов и книг для разных возрастов; выпускалась ежедневная комикс-газета The Amazing Spider-Man, которая дебютировала в январе 1977 года и была подготовлена Стэном Ли и Джоном Ромитой-старшим. В 1995 году BBC Radio 1 транслировали в радиоэфире аудиокниги Человека-паука, и в период с января по март 1996 года вышло более 50 эпизодов.
Человек-паук появился в трёх оригинальных новеллизациях Marvel Comics, опубликованных в 1970 году издательством Pocket Books — Mayhem in Manhattan авторов Лена Уэйна и Марва Вольфмана, Crime Campaign и Hulk & Spider-man: Murder Moon под авторством Пола Купперберга. В 1990 году издательство Byron Preiss опубликовало серию книг Down These Mean Streets по мотивам комиксов Marvel под редакцией Кита ДеКандидо, Тома ДэФалко и Дианы Дуэйн, а также антологию коротких рассказов о Человеке-пауке. После того, как лицензия Byron Preiss истекла, выпуском рассказов занялся Pocket Star, импринт Pocket Books, и выпустил рассказы Down These Mean Streets автора Кита ДеКандидо в 2005 году, The Darkest Hours Джима Бутчера в 2006 году и Drowned in Thunder Кристофера Беннета в 2007 году. Позже Человек-паук появился в других новеллизациях Byron Preiss, таких как истории о Людях Икс, Халке и Железном человеке. В 2004 году в издательстве Dorling Kindersley вышла антология неканоничной вселенной Человека-паука — Spider-Man: The Ultimate Guide, автором которой стал Том ДэФалко.

## Награды
Комиксы о Человеке-пауке и их персонажи были отмечены многими наградами, в том числе:
| Награды | Награды        | Награды                                                        | Награды | Награды   |
| Год     | Награда        | Категория                                                      | Номинант | Результат |
| ------- | -------------- | -------------------------------------------------------------- | --- | --------- |
| 1963    | Alley Award    | Лучшая короткая история                                        | «Origin of Spider-Man», авторы Стэн Ли и Стив Дитко, Amazing Fantasy #15                                              | Победа    |
| 1963    | Alley Award    | Лучший комикс о приключениях героя                             | The Amazing Spider-Man                                                                                                | Победа    |
| 1963    | Alley Award    | Лучший герой                                                   | Человек-паук | Победа    |
| 1964    | Alley Award    | Лучшая серия о приключениях героя                              | The Amazing Spider-Man                                                                                                | Победа    |
| 1964    | Alley Award    | Лучший объёмный комикс                                         | The Amazing Spider-Man ежегодник #1                                                                                   | Победа    |
| 1964    | Alley Award    | Лучший герой                                                   | Человек-паук | Победа    |
| 1965    | Alley Award    | Лучшая серия о приключениях героя                              | Ultimate Человек-Паук                                                                                                 | Победа    |
| 1965    | Alley Award    | Лучший герой                                                   | Человек-паук | Победа    |
| 1966    | Alley Award    | Лучший журнал комиксов                                         | The Amazing Spider-Man                                                                                                | Победа    |
| 1966    | Alley Award    | Лучшая полнометражная история                                  | «How Green was My Goblin», авторы Стэн Ли и Джон Ромита-старший, The Amazing Spider-Man #39                           | Победа    |
| 1967    | Alley Award    | Лучший журнал комиксов                                         | The Amazing Spider-Man                                                                                                | Победа    |
| 1967    | Alley Award    | Лучший костюмированный супергерой                              | Человек-паук | Победа    |
| 1967    | Alley Award    | Лучший второстепенный персонаж без сверхспособностей (мужчина) | Джей Джона Джеймсон                                                                                                   | Победа    |
| 1967    | Alley Award    | Лучший второстепенный персонаж без сверхспособностей (женщина) | Мэри Джейн Уотсон | Победа    |
| 1968    | Alley Award    | Лучший комикс-стрип о супергерое                               | The Amazing Spider-Man                                                                                                | Победа    |
| 1968    | Alley Award    | Лучший второстепенный персонаж                                 | Джей Джона Джеймсон                                                                                                   | Победа    |
| 1969    | Alley Award    | Лучший комикс-стрип о супергерое                               | The Amazing Spider-Man                                                                                                | Победа    |
| 1997    | Премия Айснера | Лучший художник/контурщик или команда художника/контурщика     | Эл Уильямсон, Untold Tales of Spider-Man #17—18                                                                       | Победа    |
| 2002    | Премия Айснера | Лучшая сериализированная история                               | The Amazing Spider-Man vol. 2, #30—35: «Coming Home», авторы Джей Майкл Стражински, Джон Ромита-старший и Скотт Ханна | Победа    |

## Критика и отзывы
- В 2011 году Человек-паук занял 3-е место в списке «100 лучших героев комиксов по версии IGN»[109].
- Издание BusinessWeek причислило Человека-паука к числу десяти самых умных персонажей американских комиксов[106].
- Журнал Empire поставил его на 5-е место в списке «50 лучших персонажей комиксов»[107], Fandomania.com — на 7-е место в собственном списке «100 величайших вымышленных персонажей всех времён»[108].